# 디지털 화상 처리
디지털 화상 처리 또는 디지털 영상 처리는 컴퓨터 알고리즘을 사용하여 디지털 이미지에 대한 화상 처리를 수행하는 것이다. 디지털 신호 처리의 하위분야로, 디지털 영상 처리는 아날로그 영상 처리에 비해 많은 장점이 있다. 입력 자료에 더욱 광범위한 알고리즘을 적용 가능하게 하고, 처리 도중 발생하는 소음과 신호 왜곡과 같은 문제들을 방지할 수 있다.

## 역사
디지털 영상 처리 또는 종종 디지털 사진 처리로 불리는 기술의 대부분은 1960년대 제트 추진 연구소, MIT, 벨 연구소, 메릴랜드 대학교 등에서 개발되었는데, 위성 영상, 유선사진 표준 변환, 의료 영상, 영상 전화, 광학 문자 인식, 그리고 사진 개선 등에 응용된다. 그러나 처리 비용이 그 시대의 컴퓨터 장비로는 꽤 고가였다. 1970년대 값싼 컴퓨터와 전용 하드웨어가 이용 가능해지면서, 디지털 영상 처리는 급격히 증가하였다. 그 후 텔레비전 표준 전환과 같은 몇몇 전용 문제를 위해, 영상은 실시간으로 처리 가능하게 되었다. 범용 컴퓨터가 빨라지면서, 그것들이 가장 특화되고 컴퓨터 집약적인 작업을 위한 전용 하드웨어의 역할을 떠맡기 시작했다.
2000년대 빠른 컴퓨터와 신호 처리가 가능해지면서, 디지털 영상 처리는 영상 처리의 가장 일반적인 형태가 됐고, 방법이 다양할 뿐만 아니라, 가격도 저렴하기 때문에 일반적으로 사용되고 있다.
의료용 디지털 영상 처리 기술은 1994년 스페이스 재단의 스페이스 기술 명예의 전당으로 인도되었다.

## 작업
디지털 영상 처리는 영상 처리를 위한 훨씬 더 복잡한 알고리즘 사용을 가능하게 하므로, 단순 작업에 더욱 정교한 성능과 아날로그 수단으로는 불가능한 방법의 실행 양쪽을 가능하게 한다.
특히, 디지털 영상 처리만의 실용 기술:
- 분류
- 특징 추출
- 패턴 인식
- 투영법
- 다규모 신호 분석

디지털 영상 처리에 사용되는 몇몇 기술은 다음을 포함한다.
- 선형 여과
- 주요 성분 분석
- 독립 성분 분석
- 히든 마르코프 모델
- 편미분 방정식
- 자기조직화 지도
- 인공신경망
- 웨이브릿

## 응용
추가 정보 : 디지털 영상

### 디지털 카메라 영상
디지털 카메라는 일반적으로 원본 데이터를 이미지 센서에서 표준 이미지 파일 포맷의 색깔 수정 이미지로 변환하는 전용 디지털 영상 처리 칩을 포함한다. 디지털 카메라의 이미지는 종종 품질을 개선하기 위해 추가 처리를 받는데, 이점이 디지털 카메라가 필름 카메라에 비해 갖는 명백한 이점이다. 디지털 영상 처리는 일반적으로 다양한 방법으로 영상을 조작할 수 있는 특수 소프트웨어 프로그램으로 행해진다.
또한, 많은 디지털 카메라는 사진사가 개별 사진의 표현된 명도 범위를 더 잘 이해하는데 도움이 되도록, 영상의 히스토그램을 볼 수 있게 해준다.

## 같이 보기
- 영상편집
- 컴퓨터 그래픽
- 컴퓨터 비전
- 디지타이징
- Endrov
- GPGPU
- 이미지J
- FIJI (소프트웨어)
- 호모몰픽 필터링
- OpenCV
- 표준 시험 영상
- 초해상기술